# Violettsichelhopf
Der Violettsichelhopf (Rhinopomastus aterrimus), früher Mohrensichelhopf, ist ein afrikanischer Vogel aus der Familie der Baumhopfe (Phoeniculidae).
Der Vogel kommt in einem breiten Streifen von Senegal und Guinea bis Sudan, Südsudan und Äthiopien sowie in Angola vor.
Der Lebensraum umfasst baumbestandene Savanne, trockenes, buschiges Land, keine Wälder bis 2000 m Höhe. Je nach Jahreszeit kommt es zu regionalen Wanderungsbewegungen.
Das Artepitheton kommt vom Superlativ von lateinisch āter ‚schwarz‘.

## Merkmale
Der Vogel ist 23 bis 27 cm groß und wiegt zwischen 18 und 23 g. Er ist hauptsächlich dunkel und irisierend. Scheitel und Gesicht sind tiefblau, Nacken, Rücken und Schwanzdecken sind violett. Die Handschwingen tragen eine breite weiße Binde, die Handdecken eine variabel ausgeprägte schmale weiße Binde. Der Schwanz hat kein Weiß. Kinn, Kehle, Brust und Bauch sind matt schwarz violett überhaucht. Der abwärts gekrümmte Schnabel ist schwarz, an den Rändern etwas blasser bis cremefarben, der Schnabelwinkel ist gelb. Die Iris ist dunkelbraun, die Füße sind dunkelgrau bis -schwarz.
Die Art ähnelt dem Sichelhopf (Rhinopomastus cyanomelas), hat aber einen kürzeren, weniger stark gebogenen schwarzen Schnabel und einen weniger stark gestuften Schwanz mit weißen Spitzen.
Das Weibchen hat weniger Violett auf der Oberseite, ist bräunlich-schwarz auf der Unterseite, die Handdecken sind häufiger schwarz als beim Männchen. Jungvögel sind blasser, haben weniger Glanz, die Unterseite ist bräunlich, der Schnabel ist kürzer und weniger gekrümmt, auch ist der Schwanz kürzer.
Der im gleichen Lebensraum vorkommende Baumhopf (Phoeniculus purpureus)
ist wesentlich größer und weist meist etwas grünen Glanz im Gefieder auf.

## Geografische Variation
Es werden folgende Unterarten anerkannt:
- R. a. aterrimus (Stephens, 1826), Nominatform – Senegal und Gambia bis Westsudan
- R. a. emini (Neumann, 1905), – Sudan bis Nordosten der Demokratischen Republik Kongo und Uganda
- R. a. notatus (Salvin, 1892), – Äthiopien
- R. a. anchietae (Bocage, 1892), – Südwesten der Demokratischen Republik Kongo, Angola und Westsambia

## Stimme
Der Ruf wird als Folge weithin hörbarer flötend-klagender Laute “kwheep-kwheep-kwheep-...” oder “pooee-pooee-pooee-...” beschrieben mit abfallender Tonhöhe mit kurzem dumpfem Endlaut sowie als pfeifendes “see-see-see” des Weibchens, wenn es vom Männchen gefüttert werden möchte.

## Lebensweise
Die Nahrung besteht hauptsächlich aus Insekten, aber auch kleinen Beeren, die in Büschen und Bäumen, meist oben an Zweigen und kleinen Ästen gesucht werden, seltener am Boden. Die Art turnt geschickt, auch kopfüber. Sie tritt einzeln, in Paaren oder in kleinen Gruppen von bis zu fünf Individuen auf, gerne auch in gemischten Jagdgemeinschaften.
Die Brutzeit dürfte im nördlichen Teil des Verbreitungsgebietes zwischen April bis Juli und September bis Januar liegen, die Art lebt monogam. Das Nest ist in einer Baumhöhle in 1 bis 2 m Höhe. Das Weibchen füttert die Jungen, erhält selbst Nahrung vom Männchen.

## Gefährdungssituation
Die Art gilt als nicht gefährdet (Least Concern).